# A.J. Cann
Aaron Cann (Bamberg, 3 ottobre 1991) è un giocatore di football americano statunitense che milita nel ruolo di offensive guard per gli Houston Texans della National Football League (NFL).

## Carriera

### Jacksonville Jaguars
Dopo avere giocato al college a football alla South Carolina University, Cann fu scelto nel corso del terzo giro (67º assoluto) del Draft NFL 2015 dai Jacksonville Jaguars. Debuttò come professionista subentrando nella gara del terzo turno contro i New England Patriots e la settimana successiva disputò la prima gara come titolare, rimanendolo per tutto il resto della sua stagione da rookie, chiusa con 14 presenze.

### Houston Texans
Il 14 marzo 2022 Cann firmò con gli Houston Texans un contratto biennale del valore di 10,5 milioni di dollari.